# Fyla makrotukanoańska
Języki makrotukanoańskie – fyla języków Ameryki Południowej, należących do makrofyli andyjsko-równikowej, używanych u źródeł Amazonki. Spotykane na terenach Brazylii, Kolumbii, Peru i Ekwadoru.

## Klasyfikacja
- rodzina puinave
- rodzina catuquina
- rodzina tukanoańska
- język tucuna
- język caliana
- język movima
- język macu
- język arutani (auaque)
- język caninchana
- język muniche
- język yuri